# Ackermann-Mengenlehre
Die Ackermann-Mengenlehre ist eine axiomatische Mengenlehre, die 1955 von Wilhelm Ackermann angegeben wurde. Er versuchte in ihr, Cantors Mengendefinition in ein präzises Axiomensystem umzusetzen.
Die Ackermann-Mengenlehre erweitert die Zermelo-Fraenkel-Mengenlehre ZFC um Klassen (dort: Gesamtheiten), unterscheidet sich aber von der bekannteren Neumann-Bernays-Gödel-Mengenlehre dadurch, dass echte Klassen auch Elemente anderer Klassen sein können und es daher auch kleine echte Klassen gibt. Die ZFC-Axiome gelten dort nur in einem echten Teilbereich, der das Fundierungsaxiom erfüllt (man kann ihn mit Neumanns kumulativer Hierarchie aussondern). Die Ackermann-Mengenlehre enthält daher einen erweiterten Mengenbereich mit nicht-fundierten Mengen und kann als Verallgemeinerung der üblichen ZFC-Mengenlehre und der Zermelo-Mengenlehre angesehen werden.

## Die Ackermann-Axiome
Ackermanns bemerkenswert einfaches Axiomensystem beruht auf der Prädikatenlogik erster Stufe mit Identität, der zweistelligen Elementrelation {\displaystyle \in } und dem einstelligen Prädikat {\displaystyle \,{\text{ist Menge}}} und hat je ein Axiomenschema und ein Axiom für Klassen und für Mengen:
- Klassen-Komprehension: Klassen von Mengen sind existent:

Für einstellige Prädikate {\displaystyle \varphi } gilt:
{\displaystyle \forall A\colon (\varphi (A)\to A{\text{ ist Menge}})\to \exists B\colon \forall C\colon (C\in B\leftrightarrow \varphi (C))}
Die Klasse {\displaystyle \,B} wird mit {\displaystyle \{C\mid \varphi (C)\}} bezeichnet.
- Klassen-Extensionalität: Klassen mit denselben Elementen sind gleich:

{\displaystyle \forall C\colon (C\in A\leftrightarrow C\in B)\to A=B.}
- Mengen-Komprehension: Ausschließlich mit Mengen belegte Klassen von Mengen sind Mengen:

Für Formeln {\displaystyle \varphi }, in der genau die Variablen {\displaystyle A,T_{1},\ldots ,T_{n}} frei vorkommen und in der das Prädikat {\displaystyle \,{\text{ist Menge}}} nicht vorkommt, gilt:
{\displaystyle T_{1}{\text{ ist Menge }}\land \dots \land \;T_{n}{\text{ ist Menge }}\land \;\forall A\colon (\varphi (A)\to A{\text{ ist Menge}})\to } {\displaystyle \exists B\colon (B{\text{ ist Menge }}\land \;\forall A\colon (A\in B\leftrightarrow \varphi (A)))}
- Elemente und Teilklassen von Mengen sind Mengen:

{\displaystyle A{\text{ ist Menge }}\land (B\in A\lor \forall C\colon (C\in B\to C\in A))\to B{\text{ ist Menge}}}
Nota bene: Dieses Axiom schließt aus, dass echte Klassen Mengenelemente sind, jedoch nicht, dass echte Klassen Elemente echter Klassen sind.
Das Auswahlaxiom ersetzte Ackermann durch das ε-Axiom von Hilbert, ein Axiomenschema in einer durch das Prädikat {\displaystyle \varepsilon _{x}\varphi (x)} erweiterten Sprache:
- Jede nichtleere Klasse enthält ein ausgewähltes Element:

Für einstellige Prädikate {\displaystyle \varphi } gilt:
{\displaystyle \exists X\colon \varphi (X)\leftrightarrow \varphi (\varepsilon _{X}\varphi (X))}
Das Fundierungsaxiom berücksichtigte Ackermann nicht.

## Varianten
Ackermann formulierte auch Axiome, die Cantors Objekte der Anschauung aus dessen Mengendefinition berücksichtigen und außer Mengen auch Nichtmengen als Mengenelemente vorsehen. Objekte sind Mengenelemente und werden über ein definierbares Prädikat erfasst:
{\displaystyle A{\text{ ist Objekt}}=\exists M\colon (A\in M\land M{\text{ ist Menge}})}.
- Klassen-Komprehension: Klassen von Objekten sind existent:

Für einstellige Prädikate {\displaystyle \varphi } gilt:
{\displaystyle \forall A\colon (\varphi (A)\to A{\text{ ist Objekt}})\to \exists B\colon \forall C\colon (C\in B\leftrightarrow \varphi (C))}
- Klassen-Extensionalität wie oben.

Nota bene: Objekte, die keine Mengen sind, sind keine Urelemente im Sinne von Zermelo. Denn hier liegt die stärkste Form des Extensionalitätsaxioms vor, das nur eine einzige leere Klasse zulässt und keine weiteren leeren Urelemente. Zusätzliche Objekte sind also echte Klassen.
- Mengen-Komprehension: Ausschließlich mit Objekten belegte Klassen von Objekten sind Mengen:

Für Formeln {\displaystyle \varphi }, in der genau die Variablen {\displaystyle A,T_{1},\ldots ,T_{n}} frei vorkommen und in der die Prädikate {\displaystyle \,{\text{ist Menge}}} und {\displaystyle \,{\text{ist Objekt}}} nicht vorkommen, gilt:
{\displaystyle T_{1}{\text{ ist Objekt}}\land \dots \land \;T_{n}{\text{ ist Objekt}}\land \;\forall A\colon (\varphi (A)\to A{\text{ ist Objekt}})\to } {\displaystyle \exists B\colon (B{\text{ ist Menge }}\land \;\forall A\colon (A\in B\leftrightarrow \varphi (A)))}
- Elemente und Teilklassen von Mengen sind Objekte:

{\displaystyle A{\text{ ist Menge }}\land (B\in A\lor \forall C\colon (C\in B\to C\in A))\to B{\text{ ist Objekt}}}
Als dritte Variante gab Ackermann eine an die Typentheorie angelehnte Version an.